# Anna Kashfi
Anna Kashfi (eigentlich Joan O’Callaghan; * 30. September 1934 in Darjeeling, Britisch-Indien; † 16. August 2015 in Woodland, Washington) war eine britisch-US-amerikanische Filmschauspielerin. Ihre Bekanntheit verdankt sie vor allem ihrer Ehe mit Marlon Brando.

## Leben
Anna Kashfi wurde 1934 als Tochter eines walisischen Fabrikarbeiters geboren und wuchs in Kalkutta auf, wo ihr Vater für die indische Staatseisenbahn als Traffic Superintendent arbeitete. Vor Beginn ihrer Filmlaufbahn arbeitete Kashfi in einem Geschäft für indische Importwaren in der Nähe des Londoner Piccadilly Circus als Verkäuferin. Ihre Zimmergenossin, eine Nachwuchsschauspielerin, überredete sie, sie nach Paris zu einem Vorsprechen zu begleiten, wo Regisseur Edward Dmytryk Anna Kashfi, die sich von nun an als Inderin ausgab, vom Fleck weg engagierte. Ihr Filmdebüt gab sie 1956 bei Paramount in dem Spielfilm Der Berg der Versuchung, in dem Dmytryk Regie führte. Kashfi spielte eine junge Inderin, die nach einem Flugzeugabsturz vom Hauptdarsteller Spencer Tracy gerettet wird.
Nach Abschluss der Atelieraufnahmen in Hollywood begegnete sie dort Marlon Brando. Nachdem sie schwanger geworden war, heirateten Brando und Kashfi am 11. Oktober 1957. Die Ehe war von Anfang an problematisch; so erfuhr Brando z. B. zwei Tage nach der Zeremonie, dass Kashfi keineswegs Inderin war, sondern aus Wales stammte und eigentlich Joan O’Callaghan hieß. Dennoch bezog Brando mit Kashfi ein Haus am Mulholland Drive in Beverly Hills. Am 11. Mai 1958 wurde ihr Sohn Christian Devi Brando († 2008) geboren. Schon im darauffolgenden September verließ Kashfi das gemeinsame Haus und reichte am 30. September 1958 auch die Scheidung ein.
Kashfi wirkte weiter in Filmen mit. Ihre zweite Rolle hatte sie in Battle Hymn erhalten, einem von Douglas Sirk inszenierten Drama aus dem Koreakrieg, in dem sie neben Rock Hudson eine schöne koreanische Lehrerin spielte. Der Film kam 1957 in die Kinos. Im Jahr danach trat sie in Delmer Daves’ Western Cowboy (1958) neben Glenn Ford und Jack Lemmon in der Rolle einer Mexikanerin auf. Kashfis letzter Kinofilm war die MGM-Produktion Night of the Quarter Moon (1959).
Im Verlaufe des Jahres 1959 entbrannte zwischen Brando und Kashfi ein langjähriger Sorgerechtsstreit um den gemeinsamen Sohn. Kashfi, die auch an Epilepsie erkrankt war, geriet in dieser Zeit in schwerste persönliche Probleme, litt an Depressionen, unternahm einen Selbstmordversuch und war von Medikamenten und Alkohol abhängig.
Bevor Kashfi sich 1960 aus dem Schauspielberuf zurückzog, wirkte sie in kleineren Rollen noch in mehreren amerikanischen Fernsehserien mit. 1974 heiratete sie erneut; ihr zweiter Ehemann, James Hannaford, ist vor ihr gestorben.
Nachdem sie im Kampf gegen ihren Ex-Mann bereits in der Vergangenheit wiederholt Bündnisse mit der Klatschpresse geschlossen hatte, veröffentlichte sie 1979 ihre Memoiren.

## Filmografie
- 1956: Der Berg der Versuchung (The Mountain)
- 1957: Der Engel mit den blutigen Flügeln (Battle Hymn)
- 1958: Cowboy
- 1959: Adventures in Paradise (Fernsehserie)
- 1959: Erinnerung einer Nacht (Night of the Quarter Moon)
- 1960: Der zweite Mann (Fernsehserie)
- 1960: Bronco (Fernsehserie)

## Schriften
- mit E. P. Stein: Brando for Breakfast. Crown, New York 1979, ISBN 0-517-53686-2 (englisch).